# Baie de Saint-Marc
Baie de Saint-Marc är en vik i Haiti.   Den ligger i departementet Artibonite, i den centrala delen av landet, 80 km nordväst om huvudstaden Port-au-Prince.